# Associazione Calcio Mantova 1974-1975
Questa voce raccoglie le informazioni riguardanti l'Associazione Calcio Mantova nelle competizioni ufficiali delle stagione 1974-1975.

## Stagione
Nella stagione 1974-1975 il Mantova affidato a Rino Marchesi con 36 punti si è piazzato al dodicesimo posto nel girone A della Serie C. Miglior marcatore del campionato Erasmo Iacovone autore di 11 reti.
In una stagione dai toni grigi il Mantova si ritaglia soddisfazioni in Coppa Italia di Serie C la squadra virgiliana si arrende allo Stadio Sada al Monza in semifinale dopo i tempi supplementari. Nel suo cammino in questa manifestazione il Mantova elimina Suzzara, Cremonese, Piacenza, Rimini e Udinese. Il bomber di Coppa è Lavio Iori con 8 reti.

## Rosa
| N. |                   | Ruolo | Calciatore            |
| -- | ----------------- | ----- | --------------------- |
|    | Italia (bandiera) | D     | Angelo Aroldi         |
|    | Italia (bandiera) | D     | Maurizio Ballestriero |
|    | Italia (bandiera) | D     | Bernardino Busi       |
|    | Italia (bandiera) | C     | Roberto Calzoni       |
|    | Italia (bandiera) | D     | Wilson Canovi         |
|    | Italia (bandiera) | D     | Roberto Ceccotti      |
|    | Italia (bandiera) | C     | Luciano Cherubini     |
|    | Italia (bandiera) | P     | Fernando De Filippis  |
|    | Italia (bandiera) | A     | Giuseppe Fagni        |
|    | Italia (bandiera) | A     | Fausto Grespi         |
|    | Italia (bandiera) | A     | Lavio Iori            |

| N. |                   | Ruolo | Calciatore           |
| -- | ----------------- | ----- | -------------------- |
|    | Italia (bandiera) | A     | Erasmo Iacovone      |
|    | Italia (bandiera) | C     | Gianfranco Lizzari   |
|    | Italia (bandiera) | D     | Carlo Lolli          |
|    | Italia (bandiera) | A     | Pierpaolo Manservisi |
|    | Italia (bandiera) | D     | Ermanno Merlo        |
|    | Italia (bandiera) | D     | Claudio Montepagani  |
|    | Italia (bandiera) | C     | Leopoldo Pardini     |
|    | Italia (bandiera) | P     | Angelo Recchi        |
|    | Italia (bandiera) | C     | Guido Quadrelli      |
|    | Italia (bandiera) | P     | Claudio Tarocco      |
|    | Italia (bandiera) | C     | Renzo Tonghini       |

## Risultati

### Serie C

#### Girone d'andata
| Arbitro: | Bergamo (Livorno) |

|              |           |            |
| Iacovone 17’ | Marcatori | 30’ Fiorin |

| Lecco 22 settembre 1974 2ª giornata | Lecco            | 0 – 0 | Mantova | Stadio Mario Rigamonti\| Arbitro: \| Marino (Taranto) \| |
| Arbitro:                            | Marino (Taranto) |       |         |                                                          |

| Arbitro: | Chiapponi (Livorno) |

|                              |           |             |
| Iacovone 8’, 19’ Lizzari 17’ | Marcatori | 40’ Tedoldi |

| Monza 6 ottobre 1974 4ª giornata | Monza                       | 0 – 0 | Mantova | Stadio Gino Alfonso Sada\| Arbitro: \| Esposito (Torre Annunziata) \| |
| Arbitro:                         | Esposito (Torre Annunziata) |       |         |                                                                       |

| Arbitro: | Vitali (Bologna) |

|                 |           |          |
| Iori 22’ (rig.) | Marcatori | 88’ Reif |

| Arbitro: | Scaccaglia (Parma) |

|                 |           |             |
| Dalla Bella 38’ | Marcatori | 6’ Iacovone |

| Mantova 27 ottobre 1974 7ª giornata | Mantova              | 0 – 0 | Piacenza | Stadio Danilo Martelli\| Arbitro: \| Busalacchi (Palermo) \| |
| Arbitro:                            | Busalacchi (Palermo) |       |          |                                                              |

| Arbitro: | Lanzetti (Viterbo) |

|                         |           |  |
| Peressin 8’ Ascagni 89’ | Marcatori |  |

| Mantova 10 novembre 1974 9ª giornata | Mantova        | 0 – 0 | Venezia | Stadio Danilo Martelli\| Arbitro: \| Lapi (Firenze) \| |
| Arbitro:                             | Lapi (Firenze) |       |         |                                                        |

| Arbitro: | Baldoni (Ancona) |

|                     |           |  |
| Ceccotti 69’ (aut.) | Marcatori |  |

| Arbitro: | Migliore (Salerno) |

|                |           |                                 |
| Fagni 54’, 80’ | Marcatori | 23’ (rig.) Rossetti 87’ Sadocco |

| Arbitro: | Paparesta (Bari) |

|             |           |                        |
| Fiaschi 41’ | Marcatori | 81’ Iacovone 89’ Fagni |

| Mantova 8 dicembre 1974 13ª giornata | Mantova           | 0 – 0 | Clodia Sottomarina | Stadio Danilo Martelli\| Arbitro: \| Menotti (Bologna) \| |
| Arbitro:                             | Menotti (Bologna) |       |                    |                                                           |

| Arbitro: | Casaburi (Napoli) |

|                             |           |                   |
| Busi 11’ (rig.) Pardini 17’ | Marcatori | 56’ (rig.) Parola |

| Arbitro: | Longhi (Roma) |

|  |           |                |
|  | Marcatori | 33’ Manservisi |

| Arbitro: | Colasanti (Roma) |

|                     |           |  |
| Iacovone 26’ (rig.) | Marcatori |  |

| Cremona 12 gennaio 1975 17ª giornata | Cremonese           | 0 – 0 | Mantova | Stadio Giovanni Zini\| Arbitro: \| Gazzarri (Macerata) \| |
| Arbitro:                             | Gazzarri (Macerata) |       |         |                                                           |

| Arbitro: | D'Astore (Lecce) |

|              |           |  |
| Iacovone 77’ | Marcatori |  |

| Arbitro: | Redini (Pisa) |

|                            |           |  |
| Rossi 45’ Mascheroni I 90’ | Marcatori |  |

#### Girone di ritorno
| Solbiate Arno 2 febbraio 1975 20ª giornata | Solbiatese        | 0 – 0 | Mantova | Stadio Felice Chinetti\| Arbitro: \| Mattei (Macerata) \| |
| Arbitro:                                   | Mattei (Macerata) |       |         |                                                           |

| Arbitro: | Sancini (Bologna) |

|              |           |  |
| Iacovone 63’ | Marcatori |  |

| Arbitro: | Bei (Roma) |

|           |           |  |
| Alban 41’ | Marcatori |  |

| Arbitro: | Lanzafame (Taranto) |

|              |           |                                        |
| Iacovone 20’ | Marcatori | 51’ Vincenzi 85’ Gamba 88’ Sanseverino |

| Arbitro: | Ponzano (Alessandria) |

|                           |           |                             |
| Furlan 14’ Manservigi 28’ | Marcatori | 83’ Ceccotti 88’ Manservisi |

| Arbitro: | D'Astore (Lecce) |

|              |           |  |
| Iacovone 68’ | Marcatori |  |

| Arbitro: | Colasanti (Roma) |

|                       |           |  |
| Manera 53’ Gambin 66’ | Marcatori |  |

| Arbitro: | Busalacchi (Palermo) |

|              |           |              |
| Iacovone 64’ | Marcatori | 83’ D'Alessi |

| Arbitro: | Sancini (Bologna) |

|                          |           |                           |
| Bianchi 39’ Modonese 42’ | Marcatori | 28’ Montepagani 60’ Fagni |

| Arbitro: | Gazzari (Macerata) |

|                  |           |              |
| Fagni 12’ (rig.) | Marcatori | 56’ Facoetti |

| Arbitro: | S. Marino (Taranto) |

|            |           |  |
| Maioni 66’ | Marcatori |  |

| Arbitro: | Baldari (Roma) |

|             |           |                                                 |
| Pardini 40’ | Marcatori | 30’ (aut.) Tonghini 37’, 46’ Fiaschi 48’ Salati |

| Arbitro: | Pieroni (Fabriano) |

|                     |           |                         |
| Casagrande 25’, 60’ | Marcatori | 4’ Manservisi 82’ Fagni |

| Arbitro: | Tempio (Catania) |

|           |           |               |
| Lesca 36’ | Marcatori | 35’ Cherubini |

| Arbitro: | Rizza (Siracusa) |

|  |           |             |
|  | Marcatori | 89’ Bertoli |

| Arbitro: | Mondoni (Milano) |

|                               |           |           |
| Mariani 7’, 30’ Mongitore 89’ | Marcatori | 46’ Lolli |

| Arbitro: | Menotti (Bologna) |

|            |           |  |
| Grespi 41’ | Marcatori |  |

| Arbitro: | Tani (Livorno) |

|                |           |             |
| Motta 18’, 58’ | Marcatori | 62’ Lizzari |

| Arbitro: | Selicorni (Milano) |

|             |           |                   |
| Lizzari 29’ | Marcatori | 66’ (rig.) Acerbi |

## Statistiche

### Statistiche dei giocatori
| Giocatore | Serie C  | Serie C | Serie C     | Serie C    | Coppa Italia Semipro | Coppa Italia Semipro | Coppa Italia Semipro | Coppa Italia Semipro | Totale   | Totale | Totale      | Totale     |
| Giocatore | Presenze | Reti    | Ammonizioni | Espulsioni | Presenze             | Reti                 | Ammonizioni          | Espulsioni           | Presenze | Reti   | Ammonizioni | Espulsioni |
| --------- | -------- | ------- | ----------- | ---------- | -------------------- | -------------------- | -------------------- | -------------------- | -------- | ------ | ----------- | ---------- |
| [[.]]     | 0        | 0       | ?           | ?          | 0                    | 0                    | ?                    | ?                    | 0        | 0      | ?           | ?          |